# 舊松本家住宅

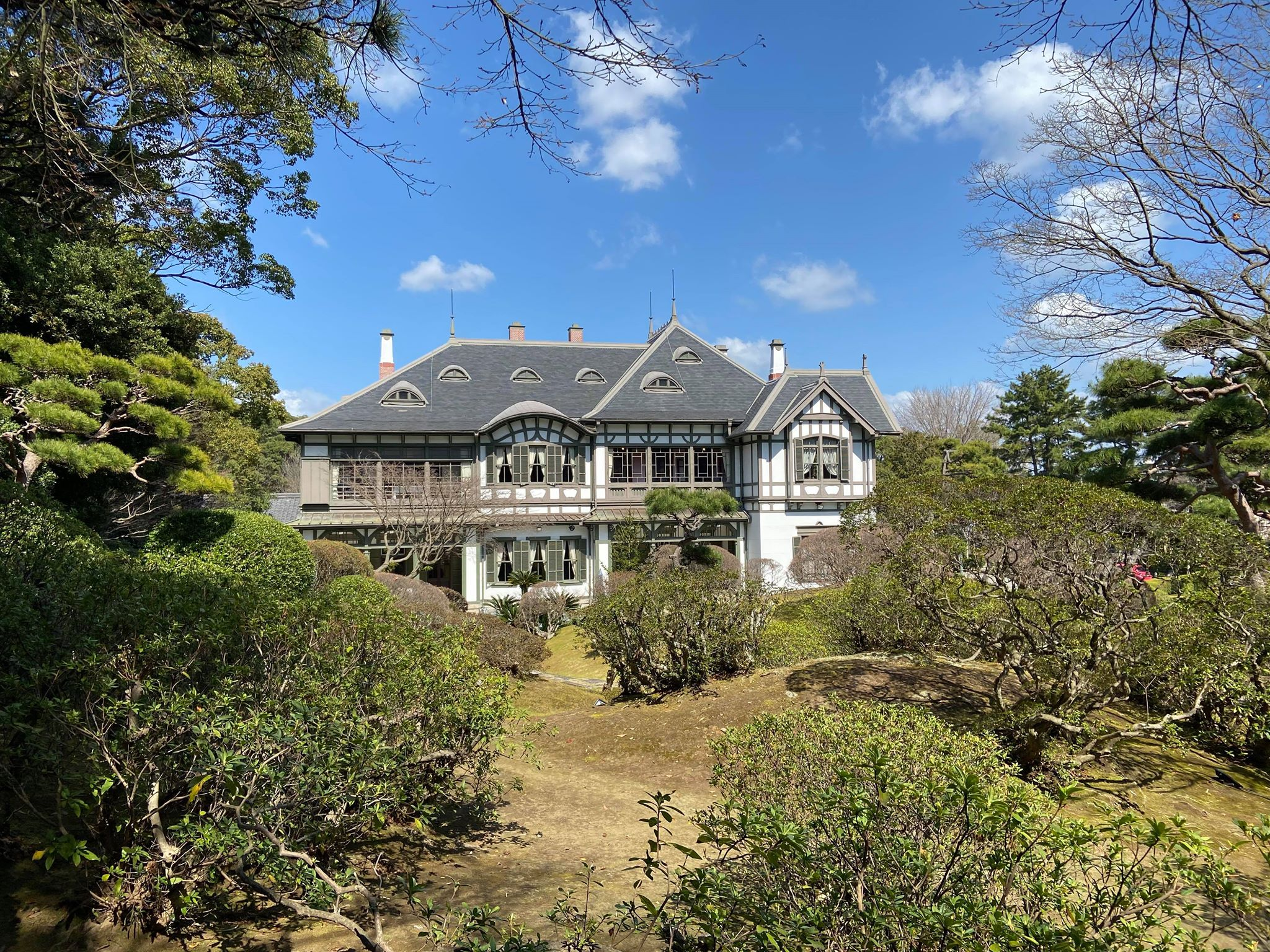
舊松本家住宅

舊松本家住宅（日语：きゅうまつもとけじゅうたく）是一座位於日本福岡縣北九州市戶畑區的歷史建築。該建築是日本實業家松本健次郎曾居住過的住宅，包括了洋館、日本館各一棟，以及兩棟倉庫。洋館和日本館在1972年、倉庫在1982年被列入日本的重要文化財。

## 外部連結
- 西日本工業倶楽部ホームページ （页面存档备份，存于）
- 国指定文化財等データベース（文化庁によるデータベース）